# Patrick J. Thomas

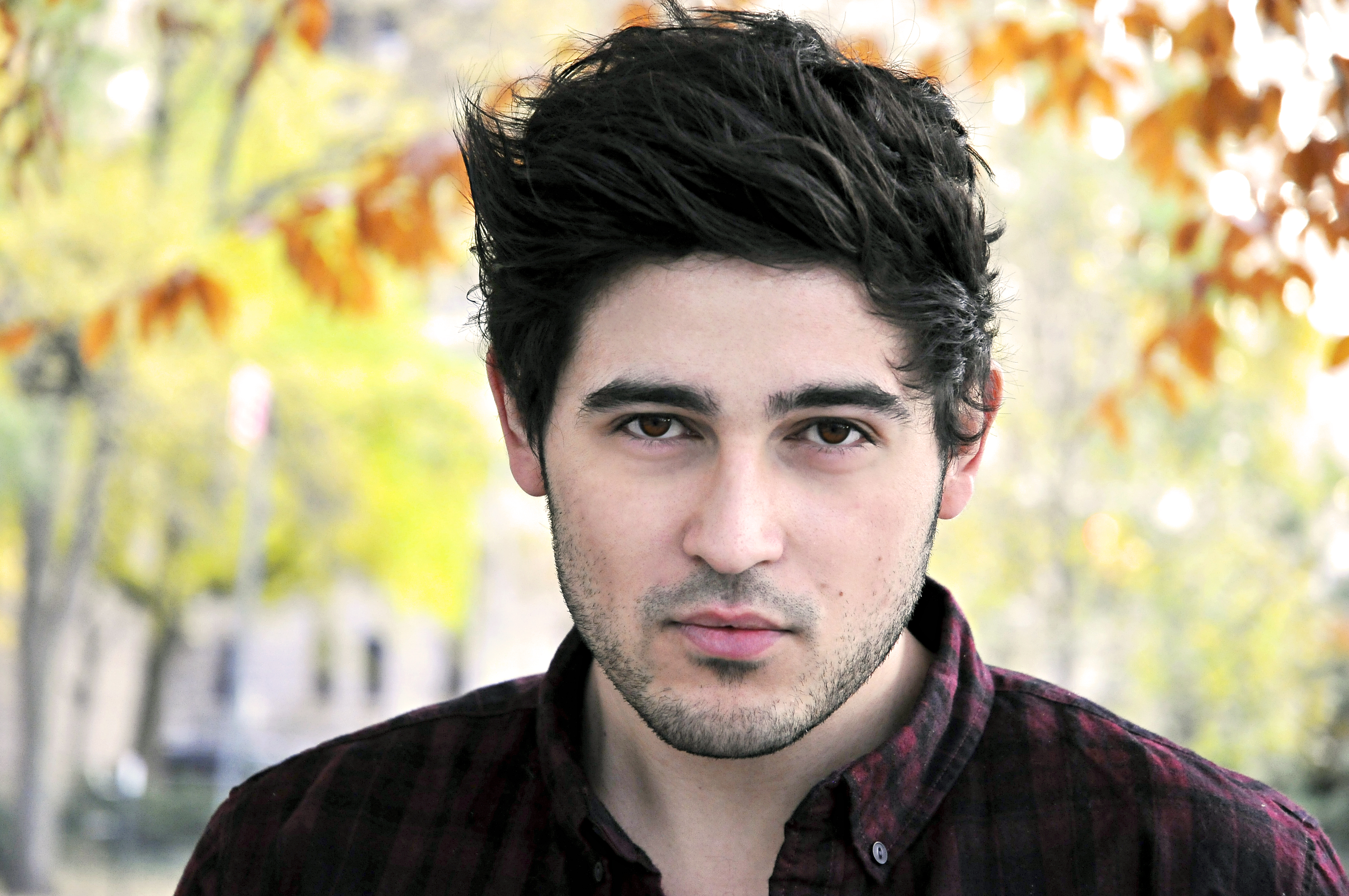
Schauspieler Patrick J. Thomas

Patrick John Thomas (* 29. Dezember 1986 in Stuttgart) ist ein deutschamerikanischer Schauspieler, Produzent und Regisseur.

## Leben
Thomas wurde in Stuttgart geboren, aufgewachsen ist er in Enterprise (Alabama), USA. Sein Vater stammt aus Montego Bay in Jamaika und war Offizier der United States Army, seine Mutter stammt aus Stuttgart.
Seine Schauspielausbildung begann er 2006 an den Greenwich Film Studios in Miami, Florida (USA). Thomas hatte sein Kinodebüt 2005 mit einer kleinen Rolle in dem deutschen Kinofilm Fremde Haut, in dem er einen Flüchtlingsjungen spielte. Seine erste Kinohauptrolle bekam er in dem Horrorfilm Sin Reaper 3D, der am 19. Oktober 2013 in Deutschland premierte. 2014 ist Patrick J. Thomas als „Javad“ in der kanadischen TV-Serie Clay's POV zu sehen. 2017 spielte er Patti's Assistent in der US-Serie Million Dollar Matchmaker.
2022 hat Patrick sein Debüt als Regisseur und Produzent. Sein Dokumentarfilm „ART LOVERS UNITE!“ mit und über die Modedesignerin und Aktivistin Vivienne Westwood hatte bei dem Melbourne Documentary Film Festival in Australien seine Weltpremiere.

## Filmografie (Auswahl)

### Kino
- 2005: Fremde Haut
- 2011: Son of Morning
- 2011: Blissestraße
- 2012: Sin Reaper 3D
- 2013: The Day After (Kurzfilm)

### Fernsehen
- 2011: Going Global
- 2014: Clay's POV
- 2017: Million Dollar Matchmaker[5]